# سیارک ۲۷۷۴
سیارک ۲۷۷۴ (به انگلیسی: 2774 Tenojoki، نامگذاری:1942TJ) دو هزار و هفتصد و هفتاد و چهارمین سیارک کشف شده‌است که در ۳ اکتبر ۱۹۴۲ کشف شد.
قدر مطلق سیارک برابر ۱۱٫۱۰ است.